# Orlando Aquino
Orlando Aquino (Boscoreale, 1988. március 30. –) olasz labdarúgó, Magyarországon az  FC Sopron játékosa volt.
A 2007–2008-as magyar labdarúgó-bajnokság nyári átigazolási időszakában érkezett az FC Sopron csapatához, a román Liberty Oradeától. Vízer Máriusz mindkét klubban tulajdonos volt, amely elősegítette a csapatcserét. A 14-es mezben játszott. A Magyar labdarúgókupa küzdelmei során egy gólt szerzett. Miután csapata 2008 januárjában tönkrement visszakerült a Libertyhez.

## Pályafutásának adatai
- Magyar élvonalbeli mérkőzések száma: 3 (2007)
- Góljai száma: 1 (Bp. Honvéd elleni szépítő gólja)[6]
- Posztja: Csatár

## Klubjai
- Lanciano
- Liberty Oradea
- FC Sopron -kölcsönbe

## Külső hivatkozások
- playerhistory.com profil (angolul)

1. ↑  transfermarkt.com. transfermarkt.com . (Hozzáférés: 2017. október 9.)
2. ↑  footballsquads.co.uk:FC Sopron (angolul)
3. ↑  kisalfold.hu: Átigazolási körkép a nemzeti bajnokságban[halott link]
4. ↑  kisalfold.hu: Sopronon át vezetett az útja a West Hamhez. [2016. március 10-i dátummal az eredetiből archiválva]. (Hozzáférés: 2010. február 22.)
5. ↑  worldfootball.net profil
6. 1 2  nemzetisport.hu: Gól nélkül nincs esély, 2007. november 7.